# Anthony Mullally
Pour les articles homonymes, voir Mullally.

a Compétitions nationales et continentales officielles uniquement.

b Matchs officiels uniquement.
Anthony Mullally, né le 28 juin 1991 à Widnes Angleterre, est un joueur de rugby à XIII anglais international irlandais évoluant au poste de pilier. 
Né à Widnes, Anthony Mullally y effectue sa formation au rugby à XIII et dispute ses premières rencontres en 2009 en Super League. En 2013, il rejoint Huddersfield puis Leeds en 2016. Avec ce dernier, il remporte la Super League en 2017. En 2019, il prend part au projet de Toronto et prend une part active dans le succès du club en Championship en 2019 et les premiers pas du club en Super League avant que la pandémie mette fin aux activités du club. Il rejoint en 2020 la formation française de Carcassonne.
Parallèlement, il prend part à deux éditions de la Coupe du monde avec la sélection d'Irlande en 2013 et 2017.

## Palmarès
- Collectif :
  - Vainqueur de la Super League : 2017 (Leeds).
  - Vainqueur de la Championship : 2019 (Toronto).
  - Finaliste du Championnat de France : 2021 (Carcassonne).